# Фадил Шерић
Фадил Шерић (Босанска Дубица, 1914 — Доња Лепеница, код Српца, 6. јун 1942) био је учесник Народноослободилачке борбе и народни херој Југославије.

## Биографија
Рођен је 1914. године у Босанској Дубици. Потицао је из познате и угледне дубичке породице Шерић, која му је омогућила солидно школовање. Основну и грађанску школу завршио је у Бањалуци, 1933. године. За време служења војног рока, завршио је и Школу резервних официра. После одслужења војске, 1934. године, запослио се као учитељ у селу Подзвизд, код Велике Кладуше.
У овом селу је боравио четири године и поред рада са децом, радио је и са омладином и старијим људима у жељи да им помогне и извуче и заосталости. Био је покретач и организатор приредби за омладину и старије. Посебно је политички радио са омладином и међу њима шири идеје радничког покрета. У чланство Комунистичке партије Југославије (КПЈ) примљен је 1937. године, а када је крајем исте године у Великој Кладуши формирана партијска ћелија од шест чланова, он је изабран за њеног секретара.
У периоду од 1938. до 1940. године похађао је и завршио Вишу педагошку академију у Загребу. За време студија био је веома активан у студентском револуционарном покрету, а посебно се дружио са Тонетом Хорватом, са којим је касније био активан и у револуционарном раду у Великој Кладуши. Током распуста, политички је деловао у родном месту, а посебно је био активан у спортском клубу „Борац“ у Бањалуци.
Године 1940. запослио се као наставник у Грађанској школи у Босанској Дубици. Као наставник, уживао је велики углед, а поред просветног рада, активно се ангажовао у организовању спортских и културних приредби у оквиру синдикалне подружнице кожарских радника. Када је 1940. године у Босанској Дубици формирана партијска ћелија, Фадил је постао њен секретар и посебно се ангажовао у раду на организовању Савеза комунистичке омладине Југославије (СКОЈ).
У току краткотрајног Априлског рата, 1941. године, као резервни официр, био је мобилисан. После капитулације, избегао је заробљавање и наоружан се вратио кући. У току припрема оружаног устанка, био је одређен за војног повереника у Босанској Дубици и активно је радио на организовању прикупљања оружја, муниције, санитетског материјала, хране, одеће, обуће и другог материјала, које је, после избијања устанка, слато партизaнима на Козари. Упоредо са овим радио је и на промовисању Народноослободилачког покрета (НОП) и припремању људи за борбу. Посебно је радио са муслиманским живљем, који је усташка власт покушавала да окрене против НОП. Захваљујући његовом раду, многи су се Муслимани нашли у партизанским редовима у првим данима устанка.
Новембра 1941. године, када му је запретила опасност хапшења од усташке полиције, по одлуци руководства месне организације КПЈ, Фадил је напустио Босанску Дубицу, и отишао на Козару. Најпре се придружио Шестој моштаничкој партизанској чети, са којом је учествовао у борбама на Крушковцу и Хаџибарју, Драксенићу и Доњој Градини. Јануара 1942. године, кад су усташе кренуле из Јасеновца да врше покољ по српским селима, Фадилова јединица их је дочекала и разбила.
Када је 2. фебруара 1942. године из седам козарских партизанских чета изабрано 118 бораца за Прву пролетерску чету Козаре, Фадил је као искусни политички радник, постављен за политичког делегата једног вода и заменика политичког комесара чете. Одмах по формирању, чета је учествовала у нападу на Омарску, разоружавању 120 непријатељских војника из посаде у Крупи на Врбасу, нападу на Котор Варош и ослобођењу Челинца, где је 25. марта укључена у састав Пролетерског батаљона Босанске крајине, који се налазио под командом Здравка Челара.
Фадил се истакaо у многим борбама, које је пролетерски батаљон водио у централној Босни — на Масловарама и Шипрагама, Агићима и Црном Врху, Шњеготини и Јошавки, Краћу, Узломцу и другим местима. Погинуо је као политички комесар Котарачке пролетерске чете,  6. јуна 1942. године у борбама са усташама на обронцима планине Мотајице, код Доње Лепенице, близу Српца.
Био је ожењен Мунибом Шерић, која је потицала из познате бањалучке породице Маглајлић и чија је рођена сестра била народни херој Вахида Маглајлић. Фадил и Муниба су имали сина Хидајета.
Указом Председништва Антифашистичког већа народног ослобођења Југославије (АВНОЈ) 26. јула 1945. постхумно је одликован Орденом заслуга за народ другог реда. Указом председника ФНР Југославије Јосипа Броза Тита 24. јула 1953.  проглашен је за народног хероја.